# 에녹
| 아담의 계보 | 아담의 계보 |
| 셋의 계보   | 카인의 계보 |
| ----------- | ----------- |
| 셋          | 가인        |
| 에노스      | 에녹        |
| 케난        | 이랏        |
| 마하랄렐    | 므후야엘    |
| 야렛        | 므두사엘    |
| 에녹        | 라멕        |
| 므두셀라    | --          |
| 라멕        | --          |
| 노아        | --          |

에녹(i/ˈiːnək/ 히브리어: חֲנוֹךְ‎‎, 현대 히브리어: Ḥanōḵ, 티베리아 히브리어: Ḥănōḵ; 그리스어: Ἑνώχ 헤노크)은 노아의 홍수 이전의 족장이며, 야렛의 아들이자 므두셀라의 아버지인 성경의 인물이다. 그는 히브리어 성경의 홍수 이전 시대 인물이다.
창세기 본문에는 에녹이 하나님께 들어 올려지기 전 365년을 살았다고 기록되어 있다. 본문에는 에녹이 "하나님과 동행하더니 사라졌으니 이는 하나님이 그를 데려가셨음이더라"(창세기 5:21–24)라고 기록되어 있으며, 이는 일부 유대교 및 기독교 전통에서는 에녹이 산 채로 천국에 들어간 것으로 해석되고 다른 전통에서는 다르게 해석된다.
에녹은 많은 유대교 및 기독교 전통의 주제이다. 그는 에녹서의 저자로 여겨졌고 심판의 서기관으로도 불렸다. 신약성경에서는 루가의 복음서, 히브리인들에게 보낸 편지, 유다의 편지 모두 에녹을 언급하며, 특히 유다의 편지는 에녹서의 내용을 인용한다. 로마 가톨릭교회, 동방정교, 오리엔탈 정교회에서는 그를 성인으로 공경한다.히브리 성경과 구약 성경에 기술된 에녹에 대한 진술이 아주 짧음에도 불구하고, 에녹은 기원전 1000년 동안의 유대교 신비주의에서 아주 중요한 인물로 취급되었는데, 특히 《에녹 1서》·《에녹 2서》·《에녹 3서》의 에녹의 서들의 중심 인물이다. 또한 《에녹 1서》는 유대교 계통의 나스티시즘을 잘 보여주는 나스티시즘 문헌(Gnostic text)으로 여겨지고 있다.

## 어원
에녹(히브리어: חֲנוֹךְ Ḥănōḵ)이라는 이름에 대해서는 여러 어원이 제시되었다. 알렉산드리아의 필론은 "당신의 은혜"라는 의미(히브리어 ḥēn에서 유래)를 제안했고, 히에로니무스는 훈련하다, 시작하다, 헌신하다, 취임하다라는 동사(ḥ-n-ḵ)에서 유래하여 "헌신된"이라는 의미를 부여했다. 현대 학자들은 "추종자", "취임된", "현명한" 또는 "영리한" 등의 의미를 제안했다.

## 창세기
에녹은 모세오경의 창세기에 홍수 이전의 열 명의 족장 중 일곱 번째 인물로 등장한다. 창세기에는 홍수 이전의 족장들이 수세기 동안 살았다고 기록되어 있다. 창세기 5장에는 아담부터 노아까지 이 열 명의 인물들에 대한 계보가 제공되며, 각 인물이 다음 자녀를 낳은 나이와 사망 시 나이가 기록되어 있다. 에녹은 "죽음을 보지 아니하였다"(히브리서 11:5)고 기록되어 있어 많은 이들이 예외로 간주한다. 또한, 창세기 5:22-24에는 에녹이 365년을 살았다고 기록되어 있는데, 이는 다른 홍수 이전 족장들이 모두 700세 이상 살다가 죽었다고 기록된 것보다 짧다. 창세기 5장의 에녹에 대한 짧은 기록은 "그가 없으니 이는 하나님이 그를 데려가셨음이더라"라는 수수께끼 같은 구절로 끝난다. 이는 아담이 죽은 지 57년 후, 노아가 태어나기 69년 전에 일어난 일이다.

## 에녹서 (위경)

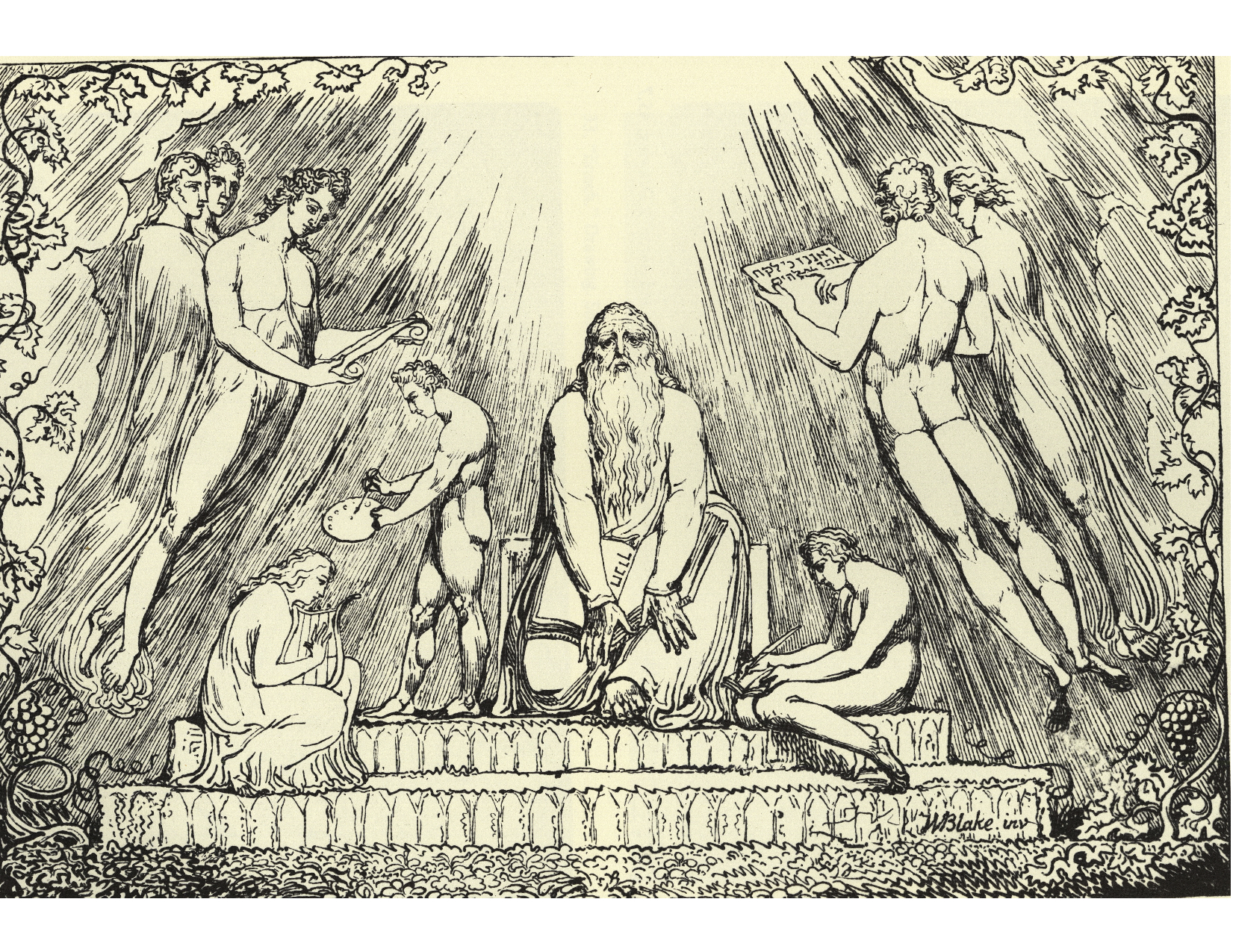
에녹, 윌리엄 블레이크의 석판화, 1807년.

세 개의 광범위한 외경이 에녹의 저작으로 알려져 있다.
- 에녹서 (에녹 1서): 히브리어 또는 아람어로 작성되었으며 그으즈어로 보존되어 있다. 제임스 브루스가 에티오피아에서 유럽으로 처음 가져왔고 어거스트 딜만과 레버런트 슈데가 영어로 번역했다.[10] – 에티오피아 테와헤도 정교회에서 인정하며 대략 기원전 3세기에서 기원후 1세기 사이로 추정된다.
- 에녹 2서 (에녹의 비밀서): 고대 교회 슬라브어로 보존되어 있으며 윌리엄 모필이 처음으로 영어로 번역했다.[11] – 대략 기원후 1세기로 추정된다.
- 에녹 3서: 히브리어로 된 랍비 문헌으로 대략 기원후 5세기로 추정된다.

이 책들은 에녹이 어떻게 천국으로 데려가져 모든 천상의 보물, 대천사들의 우두머리, 그리고 하나님의 보좌에 직접 시중을 드는 자로 임명되었는지를 서술한다. 그는 이후 모든 비밀과 신비를 배웠고, 모든 천사들을 뒤에 두고 스스로 하나님의 입에서 나오는 모든 것을 수행하며 그의 칙령을 집행한다. 에녹 3서와 같은 일부 밀교 문헌에서는 에녹을 하나님의 말씀을 전달하는 천사인 메타트론과 동일시한다. 결과적으로 에녹은 이 문헌과 유대 신비주의의 랍비 카발라에 의해 모세에게 하나님의 계시를 전달한 자, 특히 희년서의 받아쓰기를 한 자로 여겨졌다.

### 거인들의 책에서
거인들의 책은 기원전 3세기 유대인 위경 작품으로 에녹서와 유사하다. 적어도 6부에서 많게는 11부의 단편이 사해 문서에서 발견되었다.

### 70인역에서
기원전 3세기에 코이네 그리스어로 70인역을 번역한 번역가들은 "하나님이 그를 데려가셨다"는 구절을 그리스어 동사 메타티테미(μετατίθημι)로 번역했는데, 이는 한 장소에서 다른 장소로 이동한다는 의미이다. 거의 같은 시기의 집회서 44:16은 "에녹이 하나님을 기쁘시게 하였고 민족들에게 회개를 주기 위하여 낙원으로 옮겨졌다"고 기록한다. 여기서 낙원을 의미하는 그리스어 단어 파라데이소스(παράδεισος)는 고대 페르시아어 "둘러싸인 정원"에서 유래했으며, 70인역에서는 에덴 동산을 묘사하는 데 사용되었다. 그러나 나중에 이 용어는 천국과 동의어가 되었는데, 여기에서도 그러하다.

### 고전 랍비 문학에서
고전 랍비 문학에서 에녹에 대한 다양한 견해가 존재한다. 타르굼 위-요나탄에 나타난 견해는 에녹을 경건한 사람으로 보았고, 그가 천국으로 데려가져 사프라 랍바(위대한 서기관)라는 칭호를 받았다고 여겼다. 기독교가 유대교와 완전히 분리된 후, 이 견해는 에녹의 인물과 승천에 대한 지배적인 랍비적 견해가 되었다.
라시에 따르면 창세기 라바에서 인용하면, "에녹은 의로운 사람이었으나, 쉽게 악을 행하는 방향으로 흔들릴 수 있었다. 그러므로 복되신 거룩하신 분께서는 그를 서둘러 데려가셔서 그가 때가 되기 전에 죽게 하셨다. 이러한 이유로 성경은 그의 죽음에 대한 [표현을] 바꾸어 '그가 더 이상 존재하지 않았다'고 기록하여 그의 연수를 채우지 못하게 하였다."
작은 미드라시들 중에서 에녹의 심오한 속성들이 확장된다. 『세페르 헤칼로트』에서는 이스마엘 랍비가 일곱 번째 하늘을 방문하여 에녹을 만났다고 묘사되는데, 에녹은 자신의 시대에 지구가 악마 삼마자이와 아자젤에 의해 타락했으므로 하나님이 잔인하지 않다는 것을 증명하기 위해 천국으로 데려가졌다고 주장한다. 유사한 전통이 집회서에도 기록되어 있다. 이 해석에 대한 후대의 정교화는 에녹이 경건한 금욕주의자였으며, 다른 사람들과 어울리라는 부름을 받아 회개를 설교하고 (지구상의 소수에도 불구하고) 방대한 수의 제자들을 모아 왕으로 선포될 정도였다고 보았다. 그의 지혜 아래 평화가 지구에 만연했으며, 그는 하나님의 아들들을 다스리기 위해 천국으로 소환된다.

## 기독교에서

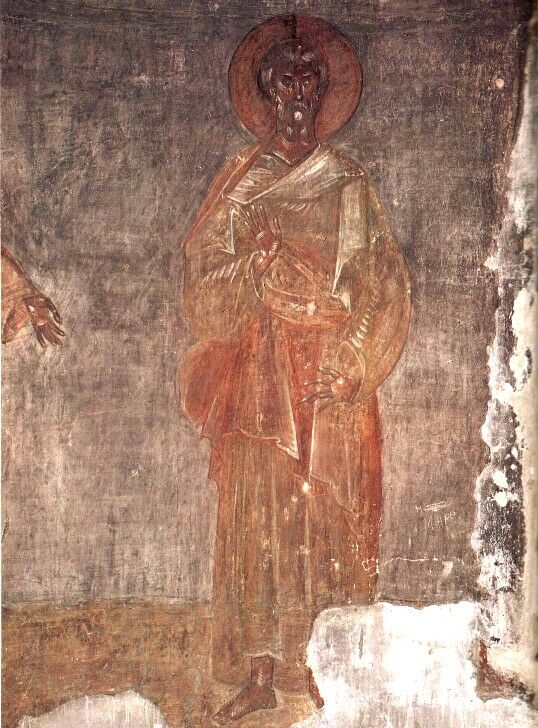
족장 에녹, 테오파네스 그레크의 프레스코, 14세기.

### 신약 성경
신약 성경에는 에녹에 대한 세 가지 언급이 있다.
- 첫째는 루가의 복음서에 나오는 예수의 조상 계보 중 짧은 언급이다(루가 3:37).
- 둘째 언급은 히브리인들에게 보낸 편지에 있는데, "믿음으로 에녹은 죽음을 보지 않고 옮겨졌으니 보이지 아니하였느니라 이는 하나님이 그를 옮기셨음이라 그가 옮겨지기 전에 하나님을 기쁘시게 하는 자라 증거를 받았느니라"(히브리인들에게 보낸 편지 11:5 KJV)라고 말한다. 이는 그가 아담의 다른 후손들에게 부여된 육체적 죽음을 경험하지 않았음을 시사하며, 창세기 5:24 KJV의 "에녹이 하나님과 동행하더니 그가 없으니 이는 하나님이 그를 데려가셨음이라"는 기록과 일치한다.
- 셋째 언급은 유다의 편지(1:14–15)에 있는데, 저자는 "아담의 칠대 손 에녹"에게 구약성경의 가톨릭 및 개신교 정경에는 없는 구절을 인용한다. 이 인용문은 대부분의 현대 학자들이 에녹서 1:9에서 가져온 것으로 보는데, 이는 그리스어, 그으즈어(에티오피아 정교회 정경의 일부로), 그리고 사해 문서에 아람어로 존재한다.[19][20] 같은 학자들은 에녹 1서 1:9 자체가 신명기 33:2의 미드라시임을 인정한다.[21][22][23][24][25]

"아담의 칠대 손 에녹"이라는 도입 문구 또한 에녹 1서(1 에녹 60:8)에는 있지만 구약성경에는 없다. 신약성경에서 이 에녹은 불경한 자들에게 하나님께서 그의 거룩한 자들과 함께 오셔서 그들을 심판하고 유죄 판결하실 것이라고 예언한다(유다서 1:14–15).

### 기독교에 미친 영향

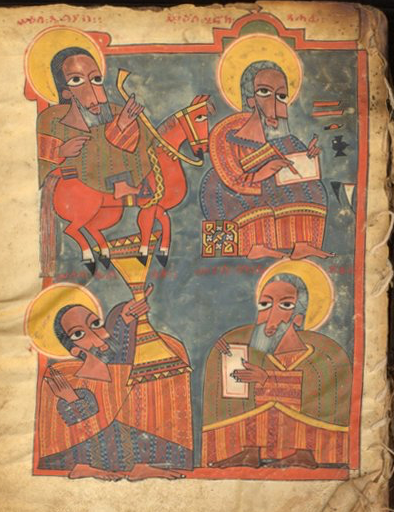
에티오피아 에녹 필사본 군다 군데 151의 에녹 (오른쪽 위), 서기관 (그으즈어: ጸሓፊ ṣaḥāfi)으로 묘사됨. 왼쪽에는 엘리야 (위)와 엘리사 (아래)가 묘사되어 있으며, 다른 서기관 (오른쪽 아래)은 에즈라이다.

에녹서는 히브리어 성경인 타나크와 히브리어 성경의 그리스어 번역본인 70인역 모두에서 제외되었다. 이는 유대교 또는 초기 기독교 독자들 모두에 의해 정경으로 간주되지 않았다. 그러나 유스티노 순교자, 아테네의 아테나고라스, 이레네오, 알렉산드리아의 클레멘스, 오리게네스, 테르툴리아누스, 락탄티우스와 같은 교부들은 모두 에녹을 높이 평가했으며 에녹서에 대한 많은 언급을 담고 있으며 일부 경우에는 에녹서의 성경 사용을 명시적으로 옹호했다.
유다 서신이 예언적 본문으로 에녹서를 인용한 것은 초기 기독교 공동체에서 에녹서의 수용과 사용을 장려했다. 파수꾼들이 인류를 타락시켰다는 에녹서의 주요 주제는 초기 문헌에서 흔히 언급되었다. 에녹서에 대한 이러한 긍정적인 취급은 초기 교회에서 인기가 많았던 천년왕국주의와 연관되어 있었다. 무천년설이 기독교에서 흔해지기 시작하면서, 무천년설과 양립할 수 없는 에녹서는 널리 거부되기 시작했다. 5세기 동방 정교회가 가톨릭 교회에서 분열된 후, 에녹서의 사용은 주로 동방 정교회로 제한되었다. 결국 에녹서의 사용은 동방 정교회의 에티오피아 공동체로 제한되었다.
다마스쿠스의 요안니스와 같은 일부 교부들이 언급한 또 다른 공통 요소는 그들이 에녹을 요한의 묵시록에 언급된 두 증인 중 한 명으로 간주했다는 점이다. 이러한 견해는 오늘날 기독교에서 여전히 많은 지지자를 얻고 있다.

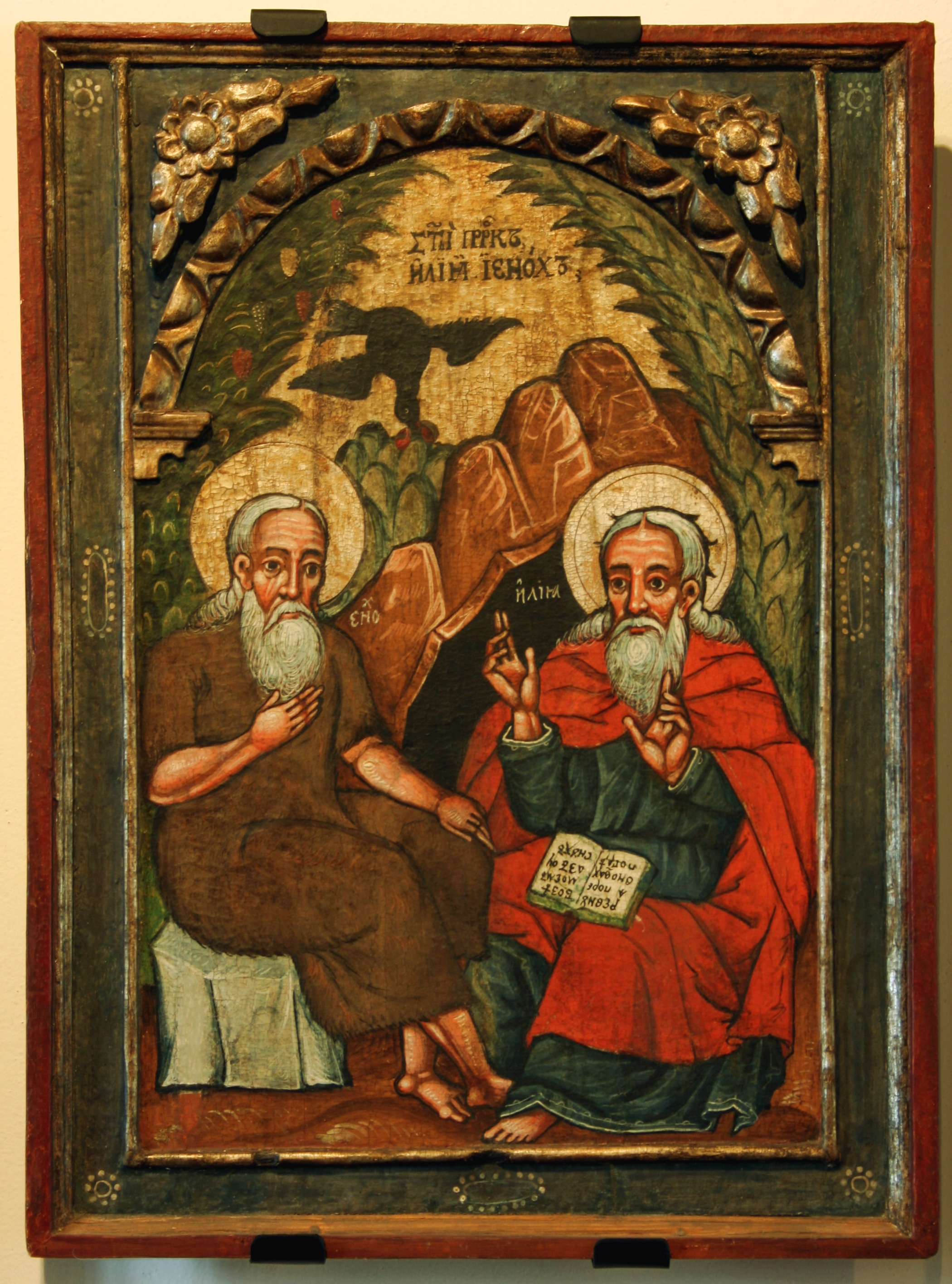
엘리야와 에녹 – 17세기 이콘, 폴란드 사노크 역사 박물관

### 몰몬교에서
후기 성도 운동, 특히 예수 그리스도 후기 성도 교회에서는 에녹이 악한 세상 속에서 지극히 의로운 도시 시온을 세웠다고 본다. 이러한 견해는 값진 진주와 교리와 성약과 같은 표준 경전에 나타나며, 에녹뿐만 아니라 시온의 모든 백성들이 그들의 경건함 때문에 죽지 않고 이 땅에서 옮겨졌다고 명시하고 있다. (시온은 "마음이 순수한 자들"로 정의되며, 이 시온의 도시는 예수의 재림 시에 지구로 돌아올 것이다.) 교리와 성약은 또한 에녹이 자신의 후손 중 한 명인 노아와 그의 가족이 대홍수에서 살아남아 인류를 이어가고 성경을 보존할 것이라고 예언했다고 말한다. 값진 진주에 있는 모세서에는 에녹의 설교, 환상, 그리고 하나님과의 대화에 대한 기록을 담은 장들이 포함되어 있다. 이 장들은 에녹 시대의 전쟁, 폭력, 자연재해에 대한 세부 정보를 제공하지만, 에녹이 행한 기적들도 언급한다.
모세서는 조셉 스미스 주니어가 번역한 성경의 발췌본으로, 에녹에 대한 이 장들을 포함하여 커뮤니티 오브 크라이스트에서 조셉 스미스 번역 성경에 창세기의 일부로 완역본으로 출판된다. 교리와 성약 104:24 (CofC) / 틀:Lds (LDS)는 아담이 에녹을 25세에 더 높은 신권(현재는 위대한 왕이자 대제사장인 멜기세덱의 이름을 따서 멜기세덱 신권이라 불림)으로 성임했으며, 아담이 그를 축복했을 때 에녹은 65세였고, 그와 그의 도시가 축복받을 때까지 365년을 더 살았으며, 이로써 에녹은 "그가 없으니 이는 하나님이 그를 데려가셨음이라"(창세기 5:24) 할 때 430세였다고 명시한다.
또한 LDS 신학에서 에녹은 아담-온디-아만에서 아담의 축복과 예언을 기록한 서기관으로 암시되는데, 이는 D&C 틀:Lds (LDS) / D&C 104:29b (CofC)에 기록되어 있다.

## 기타 종교

### 이슬람교에서
대부분의 무슬림은 에녹을 꾸란의 예언자 이드리스와 동일시한다. 그러나 일부 어원 연구는 에즈라의 그리스어 버전(에스드라스)이 이드리스라는 이름의 더 타당한 기원이라고 시사한다.
에녹과 에즈라 외에도 이드리스는 종종 헤르메스 트리스메기스투스와 동일시된다. 이드리스와 헤르메스적 동일시는 반드시 그의 성경 인물로서의 동일성과 배타적인 것은 아니다. 이드리스가 헤르메스 트리스메기스투스인지에 대한 논쟁이 있지만, 이드리스를 헤르메스 트리스메기스투스로 해석하는 사람들은 그가 성경적 예언자였다는 데에도 대체로 동의한다.

### 신지학에서
신지학자 헬레나 블라바츠키에 따르면, 유대인 에녹(또는 그리스의 반신 헤르메스)은 "프리메이슨의 최초 그랜드 마스터이자 창립자"였다.

### 사마리아교에서
아사티르에 따르면, 에녹은 에발산에 묻혔다고 한다.

## 계보
|      |      |      |      |      |      |  |  |      |      |      |      |          |          |          |          |          |          | 아담     | 아담     | 아담     | 아담     | 아담 | 아담 |        |        | 하와   | 하와   | 하와   | 하와   | 하와 | 하와 |          |          |          |          |          |          |  |  |      |      |      |      |      |      |  |  |  |  |  |  |  |  |  |  |  |  |  |  |  |  |  |  |  |  |  |  |
|      |      |      |      |      |      |  |  |      |      |      |      |          |          |          |          |          |          | 아담     | 아담     | 아담     | 아담     | 아담 | 아담 |        |        | 하와   | 하와   | 하와   | 하와   | 하와 | 하와 |          |          |          |          |          |          |  |  |      |      |      |      |      |      |  |  |  |  |  |  |  |  |  |  |  |  |  |  |  |  |  |  |  |  |  |  |
|      |      |      |      |      |      |  |  |      |      |      |      |          |          |          |          |          |          |          |          |          |          |      |      |        |        |        |        |        |        |      |      |          |          |          |          |          |          |  |  |      |      |      |      |      |      |  |  |  |  |  |  |  |  |  |  |  |  |  |  |  |  |  |  |  |  |  |  |
|      |      |      |      |      |      |  |  |      |      |      |      |          |          |          |          |          |          |          |          |          |          |      |      |        |        |        |        |        |        |      |      |          |          |          |          |          |          |  |  |      |      |      |      |      |      |  |  |  |  |  |  |  |  |  |  |  |  |  |  |  |  |  |  |  |  |  |  |
|      |      |      |      |      |      |  |  |      |      |      |      | 카인     | 카인     | 카인     | 카인     | 카인     | 카인     |          |          |          |          | 아벨 | 아벨 | 아벨   | 아벨   | 아벨   | 아벨   |        |        |      |      | 셋       | 셋       | 셋       | 셋       | 셋       | 셋       |  |  |      |      |      |      |      |      |  |  |  |  |  |  |  |  |  |  |  |  |  |  |  |  |  |  |  |  |  |  |
|      |      |      |      |      |      |  |  |      |      |      |      | 카인     | 카인     | 카인     | 카인     | 카인     | 카인     |          |          |          |          | 아벨 | 아벨 | 아벨   | 아벨   | 아벨   | 아벨   |        |        |      |      | 셋       | 셋       | 셋       | 셋       | 셋       | 셋       |  |  |      |      |      |      |      |      |  |  |  |  |  |  |  |  |  |  |  |  |  |  |  |  |  |  |  |  |  |  |
|      |      |      |      |      |      |  |  |      |      |      |      | 에녹     | 에녹     | 에녹     | 에녹     | 에녹     | 에녹     |          |          |          |          |      |      |        |        |        |        |        |        |      |      | 에노스   | 에노스   | 에노스   | 에노스   | 에노스   | 에노스   |  |  |      |      |      |      |      |      |  |  |  |  |  |  |  |  |  |  |  |  |  |  |  |  |  |  |  |  |  |  |
|      |      |      |      |      |      |  |  |      |      |      |      | 에녹     | 에녹     | 에녹     | 에녹     | 에녹     | 에녹     |          |          |          |          |      |      |        |        |        |        |        |        |      |      | 에노스   | 에노스   | 에노스   | 에노스   | 에노스   | 에노스   |  |  |      |      |      |      |      |      |  |  |  |  |  |  |  |  |  |  |  |  |  |  |  |  |  |  |  |  |  |  |
|      |      |      |      |      |      |  |  |      |      |      |      | 이랏     | 이랏     | 이랏     | 이랏     | 이랏     | 이랏     |          |          |          |          |      |      |        |        |        |        |        |        |      |      | 게난     | 게난     | 게난     | 게난     | 게난     | 게난     |  |  |      |      |      |      |      |      |  |  |  |  |  |  |  |  |  |  |  |  |  |  |  |  |  |  |  |  |  |  |
|      |      |      |      |      |      |  |  |      |      |      |      | 이랏     | 이랏     | 이랏     | 이랏     | 이랏     | 이랏     |          |          |          |          |      |      |        |        |        |        |        |        |      |      | 게난     | 게난     | 게난     | 게난     | 게난     | 게난     |  |  |      |      |      |      |      |      |  |  |  |  |  |  |  |  |  |  |  |  |  |  |  |  |  |  |  |  |  |  |
|      |      |      |      |      |      |  |  |      |      |      |      | 므후야엘 | 므후야엘 | 므후야엘 | 므후야엘 | 므후야엘 | 므후야엘 |          |          |          |          |      |      |        |        |        |        |        |        |      |      | 마할랄렐 | 마할랄렐 | 마할랄렐 | 마할랄렐 | 마할랄렐 | 마할랄렐 |  |  |      |      |      |      |      |      |  |  |  |  |  |  |  |  |  |  |  |  |  |  |  |  |  |  |  |  |  |  |
|      |      |      |      |      |      |  |  |      |      |      |      | 므후야엘 | 므후야엘 | 므후야엘 | 므후야엘 | 므후야엘 | 므후야엘 |          |          |          |          |      |      |        |        |        |        |        |        |      |      | 마할랄렐 | 마할랄렐 | 마할랄렐 | 마할랄렐 | 마할랄렐 | 마할랄렐 |  |  |      |      |      |      |      |      |  |  |  |  |  |  |  |  |  |  |  |  |  |  |  |  |  |  |  |  |  |  |
|      |      |      |      |      |      |  |  |      |      |      |      | 므두사엘 | 므두사엘 | 므두사엘 | 므두사엘 | 므두사엘 | 므두사엘 |          |          |          |          |      |      |        |        |        |        |        |        |      |      | 야렛     | 야렛     | 야렛     | 야렛     | 야렛     | 야렛     |  |  |      |      |      |      |      |      |  |  |  |  |  |  |  |  |  |  |  |  |  |  |  |  |  |  |  |  |  |  |
|      |      |      |      |      |      |  |  |      |      |      |      | 므두사엘 | 므두사엘 | 므두사엘 | 므두사엘 | 므두사엘 | 므두사엘 |          |          |          |          |      |      |        |        |        |        |        |        |      |      | 야렛     | 야렛     | 야렛     | 야렛     | 야렛     | 야렛     |  |  |      |      |      |      |      |      |  |  |  |  |  |  |  |  |  |  |  |  |  |  |  |  |  |  |  |  |  |  |
| 아다 | 아다 | 아다 | 아다 | 아다 | 아다 |  |  |      |      |      |      | 라멕     | 라멕     | 라멕     | 라멕     | 라멕     | 라멕     |          |          |          |          |      |      | 실라   | 실라   | 실라   | 실라   | 실라   | 실라   |      |      | 에녹     | 에녹     | 에녹     | 에녹     | 에녹     | 에녹     |  |  |      |      |      |      |      |      |  |  |  |  |  |  |  |  |  |  |  |  |  |  |  |  |  |  |  |  |  |  |
| 아다 | 아다 | 아다 | 아다 | 아다 | 아다 |  |  |      |      |      |      | 라멕     | 라멕     | 라멕     | 라멕     | 라멕     | 라멕     |          |          |          |          |      |      | 실라   | 실라   | 실라   | 실라   | 실라   | 실라   |      |      | 에녹     | 에녹     | 에녹     | 에녹     | 에녹     | 에녹     |  |  |      |      |      |      |      |      |  |  |  |  |  |  |  |  |  |  |  |  |  |  |  |  |  |  |  |  |  |  |
|      |      |      |      |      |      |  |  |      |      |      |      |          |          |          |          |          |          |          |          |          |          |      |      |        |        |        |        |        |        |      |      |          |          |          |          |          |          |  |  |      |      |      |      |      |      |  |  |  |  |  |  |  |  |  |  |  |  |  |  |  |  |  |  |  |  |  |  |
|      |      |      |      |      |      |  |  |      |      |      |      |          |          |          |          |          |          |          |          |          |          |      |      |        |        |        |        |        |        |      |      |          |          |          |          |          |          |  |  |      |      |      |      |      |      |  |  |  |  |  |  |  |  |  |  |  |  |  |  |  |  |  |  |  |  |  |  |
| 야발 | 야발 | 야발 | 야발 | 야발 | 야발 |  |  | 유발 | 유발 | 유발 | 유발 | 유발     | 유발     |          |          | 두발가인 | 두발가인 | 두발가인 | 두발가인 | 두발가인 | 두발가인 |      |      | 나아마 | 나아마 | 나아마 | 나아마 | 나아마 | 나아마 |      |      | 므두셀라 | 므두셀라 | 므두셀라 | 므두셀라 | 므두셀라 | 므두셀라 |  |  |      |      |      |      |      |      |  |  |  |  |  |  |  |  |  |  |  |  |  |  |  |  |  |  |  |  |  |  |
| 야발 | 야발 | 야발 | 야발 | 야발 | 야발 |  |  | 유발 | 유발 | 유발 | 유발 | 유발     | 유발     |          |          | 두발가인 | 두발가인 | 두발가인 | 두발가인 | 두발가인 | 두발가인 |      |      | 나아마 | 나아마 | 나아마 | 나아마 | 나아마 | 나아마 |      |      | 므두셀라 | 므두셀라 | 므두셀라 | 므두셀라 | 므두셀라 | 므두셀라 |  |  |      |      |      |      |      |      |  |  |  |  |  |  |  |  |  |  |  |  |  |  |  |  |  |  |  |  |  |  |
|      |      |      |      |      |      |  |  |      |      |      |      |          |          |          |          |          |          |          |          |          |          |      |      |        |        |        |        |        |        |      |      | 라멕     |          |          |          |          |          |  |  |      |      |      |      |      |      |  |  |  |  |  |  |  |  |  |  |  |  |  |  |  |  |  |  |  |  |  |  |
|      |      |      |      |      |      |  |  |      |      |      |      |          |          |          |          |          |          |          |          |          |          |      |      |        |        |        |        |        |        |      |      |          |          |          |          |          |          |  |  |      |      |      |      |      |      |  |  |  |  |  |  |  |  |  |  |  |  |  |  |  |  |  |  |  |  |  |  |
|      |      |      |      |      |      |  |  |      |      |      |      |          |          |          |          |          |          |          |          |          |          |      |      |        |        |        |        |        |        |      |      | 노아     |          |          |          |          |          |  |  |      |      |      |      |      |      |  |  |  |  |  |  |  |  |  |  |  |  |  |  |  |  |  |  |  |  |  |  |
|      |      |      |      |      |      |  |  |      |      |      |      |          |          |          |          |          |          |          |          |          |          |      |      |        |        |        |        |        |        |      |      |          |          |          |          |          |          |  |  |      |      |      |      |      |      |  |  |  |  |  |  |  |  |  |  |  |  |  |  |  |  |  |  |  |  |  |  |
|      |      |      |      |      |      |  |  |      |      |      |      |          |          |          |          |          |          |          |          |          |          |      |      |        |        |        |        |        |        |      |      |          |          |          |          |          |          |  |  |      |      |      |      |      |      |  |  |  |  |  |  |  |  |  |  |  |  |  |  |  |  |  |  |  |  |  |  |
|      |      |      |      |      |      |  |  |      |      |      |      |          |          |          |          |          |          |          |          |          |          |      |      | 셈     | 셈     | 셈     | 셈     | 셈     | 셈     |      |      | 함       | 함       | 함       | 함       | 함       | 함       |  |  | 야벳 | 야벳 | 야벳 | 야벳 | 야벳 | 야벳 |  |  |  |  |  |  |  |  |  |  |  |  |  |  |  |  |  |  |  |  |  |  |

1. ↑  로마 가톨릭교회
오리엔탈 정교회
동방정교
에녹 전통을 따르는 기독교 교파 (참고: 존 디)
2. ↑  중세 랍비 유대교
3. ↑  바하이 신앙
천사론에 헌신하는 뉴에이지 컬트
4. 1 2 3  창세기4:1
5. ↑  창세기4:2
6. ↑  창세기4:25; 5:3
7. ↑  창세기4:17
8. ↑  창세기4:26; 5:6–7
9. 1 2 3 4  창세기4:18
10. ↑  창세기5:9–10
11. ↑  창세기5:12–13
12. ↑  창세기5:15–16
13. 1 2  창세기4:19
14. ↑  창세기5:18–19
15. ↑  창세기4:20
16. ↑  창세기4:21
17. 1 2  창세기4:22
18. ↑  창세기5:21–22
19. ↑  창세기5:25–26
20. ↑  창세기5:28–30
21. 1 2 3  창세기5:32

## 같이 보기
- 아담과 하와 (예수 그리스도 후기 성도 교회)
- 새로운 아담
- 산 채로 천국에 들어간 자들
- 헤르메스 트리스메기스투스
- 메타트론

### 내용주
1. ↑  그리스어 본문에서 여격 toutois의 사용(προεφήτευσεν δὲ καὶ τούτοις 대신 일반적으로 προφητεύω prophēteuō peri auton, "그들에 관하여 예언하다"의 소유격을 사용하지 않음)은 다음과 같은 주석가들 사이에서 논의를 불러일으켰다: 벤 위더링턴,[27] 존 트위크로스,[28] 그리고 콕스 S.[29]

### 인용
1. ↑  “Enoch the Patriarch”. 2018년 11월 27일.
2. ↑  구약 성경의 창세기 4장
3. ↑  August Dillmann and R. Charles (1893). The Book of Enoch, translation from Geez.
4. ↑  에녹 1서, 12장
5. ↑  루가 3:37, 히브리인들에게 보낸 편지 11:5, 유다의 편지 1:14–15
6. ↑  (영어) King (1887). p.4
7. ↑  “Strong's Hebrew Concordance - 2596. chanak”. 《Bible Hub》.
8. ↑  Moster, David (2013). 〈Enoch (Son of Cain)〉. 《Encyclopedia of the Bible and Its Reception Online》. de Gruyter. doi:10.1515/ebr.enochsonofcain., Moster, David (2013). 〈Enoch (Son of Jared): Old Testament〉. 《Encyclopedia of the Bible and Its Reception Online》. de Gruyter. doi:10.1515/ebr.enochsonofjared.
9. ↑  창세기 5:24, KJV
10. ↑  Schodde, George H (1882). 《The Book of Enoch》 (PDF).
11. ↑  “MORFILL – The Book of the Secrets of Enoch (1896)” (PDF).
12. ↑  Eisenman, Robert; Wise, Michael (1992). 《The Dead Sea Scrolls Uncovered》 6판. Shaftesbury, Dorset: Element Books, Inc. 95쪽. ISBN 1852303689.
13. ↑  5:24 καὶ εὐηρέστησεν Ενωχ τῷ θεῷ καὶ οὐχ ηὑρίσκετο ὅτι μετέθηκεν αὐτὸν ὁ θεός
14. ↑  LSJ metatithemi
15. ↑  G3857 παράδεισος Strong's Greek Lexicon. Retrieved 2015-08-01 
Strong's Greek 3857_ παράδεισος (paradeisos) – a park, a garden, a paradise Retrieved 2015-08-01
16. 1 2  “Jewish Encyclopedia Enoch”. Jewishencyclopedia.com. 2014년 3월 26일에 확인함.
17. ↑  라시의 창세기 5:24 주석. 아브라함 이븐 에즈라의 주석도 참조.
18. ↑  25:1
19. ↑  4Q Enoch (4Q204[4QENAR]) COL I 16–18
20. ↑  Clontz, T.E. and J., "The Comprehensive New Testament with complete textual variant mapping and references for the Dead Sea Scrolls, Philo, Josephus, Nag Hammadi Library, Pseudepigrapha, Apocrypha, Plato, Egyptian Book of the Dead, Talmud, Old Testament, Patristic Writings, Dhammapada, Tacitus, Epic of Gilgamesh", Cornerstone Publications, 2008, p. 711, ISBN 978-0-9778737-1-5
21. ↑  "The initial oracle in chapters 1–5 is a paraphrase of part of Deuteronomy 33,24" George W. E. Nickelsburg, The nature and function of revelation 1 Enoch, Jubilees and some Qumranic documents, 1997
22. ↑  Lars Hartman, Asking for a Meaning: A Study of 1 Enoch 1–5 ConBib NT Series 12 Lund Gleerup, 1979 22–26.
23. ↑  George WE Nickelsburg & James C Vanderkam, 1 Enoch, Fortress 2001
24. ↑  R.H. Charles, The Book of Enoch, London SPCK, 1917
25. ↑  E. Isaac, 1 Enoch, a new Translation and Introduction in Old Testament Pseudepigrapha ed. Charlesworth, Doubleday 1983–85
26. ↑  Richard Bauckham Jude and the relatives of Jesus in the early church p206 etc.
27. ↑  Ben Witherington, Letters and Homilies for Jewish Christians: A Socio-Rhetorical Commentary on Hebrews, James and Jude: "who might be tempted to follow the teachers' example), nonetheless, Jude says that this prophecy refers to these (toutois) false teachers in Jude 14" p624
28. ↑  John Twycross, The New Testament in the original Greek: with notes by C. Wordsworth His warning is addressed to them as well to those of his own and future ages. p140
29. ↑  Cox S., Slandering Celestial Beings Hyderabad 2000 "..but instead Jude wrote proepheteusen toutois (verb + dative case pronoun plural) "prophesied TO these men".." p16
30. ↑  “ANF01. The Apostolic Fathers with Justin Martyr and Irenaeus - Christian Classics Ethereal Library”. 《www.ccel.org》.
31. ↑  “ANF02. Fathers of the Second Century: Hermas, Tatian, Athenagoras, Theophilus, and Clement of Alexandria (Entire) - Christian Classics Ethereal Library”. 《www.ccel.org》.
32. ↑  “ANF01. The Apostolic Fathers with Justin Martyr and Irenaeus - Christian Classics Ethereal Library”. 《www.ccel.org》.
33. ↑  “0150-0215 - Clemens Alexandrinus - Eclogae propheticae - Graecum Text - Lexicum Proprium seu 'Concordance'”. 《www.documentacatholicaomnia.eu》.
34. ↑  “ANF03. Latin Christianity: Its Founder, Tertullian - Christian Classics Ethereal Library”. 《www.ccel.org》.
35. ↑  “ANF04. Fathers of the Third Century: Tertullian, Part Fourth; Minucius Felix; Commodian; Origen, Parts First and Second - Christian Classics Ethereal Library”. 《www.ccel.org》.
36. ↑  헬레나 블라바츠키 (1885년 6월 1일). 〈Lamas and Druses〉. 《Ancient Survivals and Modern Errors》. 벵갈루루: Theosophy Company (Mysore) Private Ltd. 12쪽  – 인터넷 아카이브 경유.
37. ↑  헬레나 블라바츠키 (1981). 〈The Eight Wonder by an Unpopular Philosopher (written in 1899)〉. 《Ancient Science, Doctrine and Beliefs》. 벵갈루루: Theosophy Company (Mysore) Private LTD. 33쪽  – 인터넷 아카이브 경유. (루시퍼, 1791년 10월)
38. ↑  The Asatir, Moses Gaster (ed.), The Royal Asiatic Society: London 1927, p. 208